# Phare d'Ystad (ancien)
Le phare d'Ystad (en suédois : Ystads inre fyr) est un ancien feu de port situé à Ystad, de la commune d'Ystad, dans le Comté de Scanie (Suède). Il a été remplacé par plusieurs feux de port après sa désactivation.
L'ancien phare d'Ystad est inscrit au répertoire des sites et monuments historiques par la Direction nationale du patrimoine de Suède .

## Histoire
Le port d'Ystad a eu deux feux de brouillard à partir de 1847, deux petites tours en bois. En 1866, une tour en fonte a été érigé sur le quai ouest et équipée d'une lentille de Fresnel de 4e ordre. Il a été désactivé en 1975.

## Description
Le phare  est une tour octogonale en fonte  de 16 mètres de haut, avec une galerie et une lanterne. La moitié inférieure de phare est peint en rouge foncé, la moitié supérieure et la lanterne sont peintes en blanc avec une ligne rouge foncé et le dôme de lanterne est verdâtre métallique. Il émettait, à une hauteur focale de 15 mètres à une portée nominale est de 15 milles nautiques (environ 28 km).
Identifiant : ARLHS : SWE-077 - ex-Amirauté : C2452 .
|          |
| Le phare |

|                        |
| La lentille de Fresnel |

### Lien connexe
- Liste des phares de Suède